# Fondi
Pour les articles homonymes, voir Fondi (homonymie).
Fondi est une ville de la province de Latina,  dans le Latium en Italie.

## Géographie
Le lac côtier de Fondi se trouve sur le territoire de la commune.

## Administration
| Période                                  | Période  | Identité        | Étiquette     | Qualité |
| ---------------------------------------- | -------- | --------------- | ------------- | ------- |
| 30 mai 2006                              | En cours | Luigi Parisella | Centro-Destra |         |
| Les données manquantes sont à compléter. |          |                 |               |         |

### Hameaux
Salto di Fondi, San Magno, Querce, San Raffaele, Selva Vetere, Fasana, Sant'Andrea, Gegni, Passignano, Cocuruzzo, Curtignano, Sant'Oliva (Torricella), Vardito, Rene

### Communes limitrophes
Campodimele, Itri, Lenola, Monte San Biagio, Sperlonga, Terracina, Vallecorsa

## Sports
- Società Sportiva Racing Club Fondi

## Personnalités
- Giuseppe De Santis, réalisateur et acteur de cinéma